# Daniel Fernandes
Daniel Márcio Fernandes, conhecido por Dani Fernandes, (Edmonton, Canadá, 25 de setembro de 1983) é um guarda-redes português e canadense que também conta com ascendência checa, que atua atualmente na equipa do Farense. Mede 1,95 cm de altura e pesa 88 kg.

## Na génese
Foi reconhecido como um jovem guarda-redes de grande talento quando começou a jogar nas camadas jovens do FC Porto. Mais tarde, os proprietários do seu passe, o FC Porto, Jahn Regensburg II e o Celta de Vigo libertaram-no, numa transferência livre.
Tinha contactos na Grécia e, com a ajuda deles, conseguiram que ,tivesse um período experimental na equipa do PAOK. O antigo treinador do PAOK, Aggelos Anastasiadis reconheceu o seu talento, o que lhe permitiu assinar um contrato com o PAOK.

## Começou como suplente
Os seus primeiros dois anos na Boavista não foram tão bons como esperava. Raramente teve chances de mostrar o seu talento e era totalmente desconhecido dos adeptos gregos de futebol. Mas, mesmo assim, ele nunca parou de se esforçar, trabalhando arduamente.

## Torna-se titular
Em 2005, o treinador principal do PAOK, Nikos Karageorgiou, foi despedido, devido a uma série de maus resultados. O novo treinador do PAOK, Giorgos Kostikos, colocou imediatamente no onze inicial o Dani, em vez do habitual, Kyriakos Tochouroglou. Muitas pessoas ficaram surpreendidas pela escolha do novo treinador. E foi efectivamente a sua melhor escolha na sua pequena carreira como treinador do PAOK. Dani é um daqueles a quem o PAOK deve a sua qualificação para a fase de grupos da Taça UEFA, com as suas defesas decisivas no jogo de qualificação com a equipa ucraniana,  Metalurg Donetsk, na qual a partida acabou 2-2.

## Leal ao PAOK
No verão de 2006, muitas vezes o seu nome era referido como alvo de transferência para várias equipas, como o VfB Stuttgart e o Manchester United. Mas ele é conhecido pela sua lealdade ao PAOK da Grécia, acabando por assinar um novo contrato com o PAOK. Ganhou o prémio do Homem do Jogo, na Super Liga grega, no dérbi entre o AEK e o PAOK. O AEK teve 27 ocasiões de por a bola dentro das redes, mas ele esteve sempre em cima da jofada. Após a saída de Dimitris Salpingidis, foi o jogador mais valioso no PAOK.